# دونالد ستريكلاند
دونالد ستريكلاند (بالإنجليزية: Donald Strickland)‏ هو لاعب كرة قدم أمريكية أمريكي، ولد في 24 نوفمبر 1980 في سان فرانسيسكو في الولايات المتحدة.

## وصلات خارجية
- دونالد ستريكلاند على موقع مرجع كرة القدم المحترفة.كوم (الإنجليزية)